# Friedrich Staib
Friedrich Staib (* 4. August 1925 in Uhingen; † 18. Oktober 2011 in Sommerhausen bei Würzburg) war ein deutscher medizinischer Mykologe, Mikrobiologe, Veterinär- und Humanmediziner. Er gilt als Erstbeschreiber und Entwickler eines Agars zur Isolation von Cryptococcus neoformans. Das Nährmedium basiert auf Samen des Ramtillkrautes und wird zu Ehren seines Erfinders Staib-Agar genannt.

## Leben
Staib diente in der Wehrmacht und begann nach der Kriegsgefangenschaft die Studien der Veterinär- und Humanmedizin an den Universitäten München und Würzburg. Er promovierte und approbierte sich 1952 in München mit der Arbeit Die bakteriologische Untersuchung des Kotes zur Diagnose und Prognose der Krankheiten bei Tier und Mensch unter besonderer Berücksichtigung der Morphologie und der Biologie des Bacterium coli zum Dr. med. vet. und 1961 promovierte und approbierte er mit der Arbeit Experimentelle Untersuchungen über die Wasserdurchlässigkeit verschiedener Kavitätenlacke sowie über die Randspaltverhältnisse alter Amalgamfüllungen unter Verwendung von radioaktivem Phosphor in Kiel zum Dr. med. 1962 habilitierte er sich im Fach Mikrobiologie.
1953 begann Staib mit dem Aufbau eines mykologischen Labors an der Universität Würzburg.
Von 1968 bis zu seiner Pensionierung 1990 war er am Robert-Koch-Institut tätig. Dort leitete er das bakteriologische Zentrallabor und etablierte das Fach Medizinische Mykologie.

## Wissenschaftliche Tätigkeit
Staib publizierte mehr als 240 wissenschaftliche Arbeiten. Zu Schwerpunkten seines wissenschaftlichen Arbeitens zählten Cryptococcus- und Candida-Vertreter, insbesondere Candida albicans und Cryptococcus neoformans, deren Pathogenitäten und Vorkommen er erforschte. Bei C. albicans entdeckte er 1965 den Einfluss der Proteasetätigkeit auf die Pathogenese bei Infektionen. C. neoformans, weltweit in Vogelkot vorkommend, konnte von Staib 1966 in einem von ihm entdeckten und beschriebenen Nährmedium auf Guizotia abyssinica-Kreatinin-Basis (Staib-Agar) isoliert und mittels Braunfarbeffekt nachgewiesen werden. Er belegte, dass eine Infektion mit diesem Erreger todesursächlich sein kann. Bei Infektionen mit C. neoformans wurde von Staib festgestellt, dass der Erreger opportunistisch ist und besonders bei Patienten mit Immunsuppression und T-Zell-Defekt auftritt, typischerweise AIDS-Patienten oder solchen mit medikamentöser Immunsuppression, beispielsweise nach Organtransplantationen. Staib entdeckte auch, dass die Disposition für eine Kryptokokkose maßgeblich von der Anzahl an CD4‐Lymphozyten abhängt. Die zunehmende Anzahl an Kryptokokkosen bei der Patientengruppe der an AIDS Erkrankten konnte durch Aufdecken und Beseitigung von Infektionsquellen und frühzeitige Diagnostik gestoppt werden. Ferner untersuchte Staib den u. a. in bepflanzten Blumentöpfen vorkommenden Dermatophyten Aspergillus fumigatus und erbrachte den Nachweis, dass es sich hierbei um eine – für immunsupprimierte Patienten potentiell tödliche – Infektionsquelle handelt.

## Ehrungen und Mitgliedschaften
- 1968: Aronson-Preis des Landes Berlin[3]
- 1994: Auszeichnung mit dem ISHAM(International Society for Human and Animal Mycology)-Award[3]
- seit 1998: Ehrenmitglied der Deutschsprachigen Mykologischen Gesellschaft.[14]
- 2005: Schönlein-Plakette der DMykG.[14]